# Günther Krupkat
Günther Krupkat (n. 5 iulie 1905, Berlin, Imperiul German – d. 14 aprilie 1990, Berlin, RDG) a fost un scriitor german de literatură științifico-fantastică. Este notabil ca unul dintre cei mai importanți scriitori de ficțiune din Germania de Est.

## Lucrări scrise
Romane
- 1957: Das Schiff der Verlorenen
- 1958: Das Gesicht
- 1960: Die große Grenze
- 1963: Als die Götter starben
- 1968: Nabou (tradus de Florin Manolescu)

Povestiri
- 1956: Gefangene des ewigen Kreises
- 1956: Die Unsichtbaren
- 1957: Kobalt 60
- 1957: Nordlicht über Palmen
- 1969: Insel der Angst
- 1974: Das Duell
- 1975: Bazillus phantastikus
- 1975: Der Mann vom Anti

## Legături externe
- Günther Krupkat la Internet Speculative Fiction Database

## Vezi și
- Științifico-fantasticul în Germania
- Listă de scriitori germani de literatură științifico-fantastică‎